# Taxillus kaempferi
Taxillus kaempferi (chinês: 寄生 钝 果 xiao ye dun guo ji sheng) é uma espécie de planta parasita no género Taxillus encontrada na China (Anhui, Fujian, Wubei, Jiangxi S, Sichuan, S Zhejiang), Butão e Japão. O seu anfitrião é Pinus thunbergii.
O flavonol avicularin pode ser produzido a partir de T. kaempferi. Outros componentes flavonóides da planta são a hiperinina, a quercitrina e a taxilusina.